# Andriúshenko
Andriúshenko (del ruso: Андрющенко) es un jútor del raión de Leningrádskaya del krai de Krasnodar, en Rusia. Está situado en la cabecera de un pequeño torrente del curso superior del río Miguta, 15 km al sureste de Leningrádskaya y 132 km al nordeste de Krasnodar, la capital del krai. Tenía 223 habitantes en 2010.
Pertenece al municipio Leningrádskoye.